# Guerra económica
La guerra económica es una estrategia económica utilizada por los estados beligerantes con el objetivo de debilitar la economía de otros estados. Esto se logra principalmente mediante el uso de bloqueos económicos. Destruir los cultivos del enemigo es un método utilizado durante miles de años.
En las operaciones militares, la guerra económica puede reflejar la política económica seguida como parte de operaciones abiertas o encubiertas, operaciones cibernéticas u operaciones de información  durante o antes de una guerra . La guerra económica tiene un objetivo capturar o, de otro modo, controlar los recursos económicos críticos para que las agencias militares y de inteligencia amigas puedan utilizarlos y las fuerzas enemigas no puedan.
El concepto de guerra económica es más aplicable a la guerra total, que involucra no sólo a las fuerzas armadas de los estados enemigos, sino también a las economías de guerra movilizadas. En esa situación, el daño a la economía de un enemigo es un daño a la capacidad de ese enemigo para participar en una guerra. Las políticas de tierra arrasada pueden negar recursos a un enemigo invasor.
Las políticas y medidas de la guerra económica pueden incluir el bloqueo, la inclusión en listas negras, las compras excluyentes, las recompensas y la captura o el control de activos o líneas de suministro del enemigo. Otras políticas, como la discriminación arancelaria, las sanciones, la suspensión de la ayuda, la prohibición de inversiones y otros flujos de capital y la expropiación, incluso sin una guerra militar armada, pueden constituir una guerra económica.

## Historia

### Cruzadas
En su Libro sobre la recuperación de la Tierra Santa, Fidentius de Padua ofrece prescripciones para la guerra económica contra el sultanato mameluco de Egipto para promover las Cruzadas. Él imagina una flota de 40 a 50 galeras para imponer un bloqueo al comercio entre Europa y Egipto. Él considera que este comercio con Europa ayuda a Egipto de dos maneras: de Europa obtiene material de guerra y de Asia, impuestos sobre las mercancías traídas a través del Mar Rojo para su comercio con Europa. Si este comercio de especias se desviara del Mar Rojo a la Persia mongol, Egipto se vería privado de derechos de aduana y también perdería mercados de exportación debido a la reducción de los envíos. Esto también puede hacer que no pueda permitirse el lujo de importar más soldados esclavos del Mar Negro.

### Guerra civil americana
Las fuerzas de la Unión en la Guerra de Secesión tuvieron el desafío de ocupar y controlar los 11 estados de la Confederación, una vasta área más grande que Europa Occidental. La economía confederada resultó sorprendentemente vulnerable.
La guerra de guerrillas en la guerra civil estadounidense fue apoyada por mucha de la población confederada que proporcionó alimentos, caballos y escondites para las unidades confederadas oficiales y no oficiales. La respuesta de la Unión fue devastar la economía local, como en el ataque incendiario de 1864. Antes de la guerra, la mayor parte del tráfico de pasajeros y mercancías se transportaba por agua a través del sistema fluvial o de los puertos costeros. Los ferrocarriles confederados sufrieron muchos daños y viajar se volvió mucho más difícil. La Armada de la Unión tomó el control de gran parte de la costa y de los principales ríos, como el río Misisipi y el río Tennessee, utilizando el Escuadrón del Río Misisipi de potentes cañoneras pequeñas. El transporte terrestre fue disputado, ya que los partidarios de los confederados intentaron bloquear los envíos de municiones, refuerzos y suministros a través de Virginia Occidental, Kentucky y Tennessee a las fuerzas de la Unión al sur. Se quemaron puentes, se destruyeron vías ferroviarias y se cortaron líneas telegráficas; ambos bandos hicieron lo mismo y arruinaron efectivamente la infraestructura de la Confederación.

Soldados de la Unión destruyendo postes de telégrafo y ferrocarriles en Georgia, 1864

En prácticamente todos los casos, la infraestructura resultó dañada y la actividad comercial y económica se vio interrumpida durante un tiempo. Once ciudades resultaron gravemente dañadas por la guerra, incluidas Atlanta, Charleston, Columbia y Richmond. La tasa de daños en las ciudades más pequeñas fue mucho menor: 45 de un total de 830 sufrieron daños graves.Las granjas estaban en mal estado y las existencias de caballos, mulas y ganado de antes de la guerra estaban muy reducidas; el 40% del ganado del Sur había muerto. Las granjas del Sur no estaban muy mecanizadas, pero el valor de los instrumentos y maquinarias agrícolas en el censo de 1860 era de 81 millones de dólares y se había reducido en un 40% en 1870. La infraestructura de transporte estaba en ruinas y había pocos servicios de ferrocarril o barco fluvial disponibles para trasladar cultivos y animales al mercado. La mayor parte de las líneas ferroviarias se encontraban en zonas rurales y más de dos tercios de los rieles, puentes, patios ferroviarios, talleres de reparación y material rodante del Sur se encontraban en áreas alcanzadas por los ejércitos de la Unión, que sistemáticamente destruían todo lo que podían. Incluso en áreas vírgenes, la falta de mantenimiento y reparación, la ausencia de nuevos equipos, el uso excesivo y la reubicación de equipos por parte de la Confederación desde áreas remotas a la zona de guerra garantizaron que el sistema se arruinara al final de la guerra.
Los costos directos para la Confederación en capital humano, gastos gubernamentales y destrucción física totalizaron quizás 3.300 millones de dólares. En 1865, el dólar confederado perdió todo valor debido a la alta inflación y la gente del Sur tuvo que recurrir al trueque de bienes o servicios para poder utilizar los escasos dólares de la Unión. Con la emancipación de los esclavos, fue necesario reconstruir toda la economía del Sur. Habiendo perdido su enorme inversión en esclavos, los plantadores blancos tenían un capital mínimo para pagar a los trabajadores libertos para que trajeran las cosechas. Como resultado, se desarrolló un sistema de aparcería en el que los terratenientes dividían grandes plantaciones y alquilaban pequeñas parcelas a los libertos y sus familias. La característica principal de la economía del Sur cambió de una minoría de élite de terratenientes propietarios de esclavos a un sistema de agricultura de arrendatarios. Toda la región quedó empobrecida durante generaciones.

### Primera Guerra Mundial
Los británicos utilizaron su Marina Real, muy superior en número, para provocar un estricto bloqueo de Alemania y una estrecha vigilancia de los envíos a países neutrales para evitar que fueran transbordados allí. Alemania no podía encontrar suficiente comida porque sus agricultores más jóvenes estaban todos en el ejército, y los desesperados alemanes no tienen comida en el invierno de 1916-17.

### Segunda Guerra Mundial
Ejemplos claros de guerra económica ocurrieron durante la Segunda Guerra Mundial, cuando las potencias aliadas aplicaron políticas para privar a las economías del Eje de recursos críticos. La Marina Real Británica volvió a bloquear a Alemania, aunque con mucha más dificultad que en 1914. La Marina de Estados Unidos, especialmente sus submarinos, cortó los envíos de petróleo y alimentos a Japón. A su vez, Alemania intentó dañar el esfuerzo bélico aliado mediante la guerra submarina: el hundimiento de barcos de transporte que transportaban suministros, materias primas y artículos esenciales para la guerra, como alimentos y petróleo. A medida que las fuerzas aéreas aliadas crecieron, organizaron una campaña petrolera de la Segunda Guerra Mundial para privar a Alemania de combustible.
Los países neutrales continúan comerciando con ambas partes. Alemania quería que España entrara en la guerra, pero no pudieron aceptar los términos. Para mantener separadas a Alemania y España, Gran Bretaña utilizó una estrategia de zanahoria y palo. Gran Bretaña suministraba petróleo y vigilaba de cerca el comercio de exportación de España. Superó la oferta de Alemania por el wolframio, cuyo precio se disparó y en 1943 el wolframio era el principal producto de exportación de España. El trato cauteloso que dio Gran Bretaña a España generó un conflicto con la política estadounidense más agresiva. En la Crisis Wolfram de 1944, Washington cortó el suministro de petróleo, pero luego aceptó las solicitudes de Londres de reanudar los envíos de petróleo. Portugal temía una invasión germano-española, pero cuando ésta se hizo poco probable en 1944, prácticamente se unió a los Aliados.

## Guerra fría
Durante la Emergencia Malaya (1948-1960), el ejército británico utilizó herbicidas y defoliantes en el campo malasio (incluidos los campos de cultivo) para privar a los insurgentes del Ejército de Liberación Nacional Malayo (MNLA) de cobertura y posibles fuentes de alimentos y expulsarlos de la selva. Los herbicidas y defoliantes utilizados por los británicos contenían Trioxona, un ingrediente que también formaba  Agente Naranja utilizado por el ejército estadounidense durante la Guerra de Vietnam. El uso de herbicidas y defoliantes tuvo el doble propósito de ralear los senderos de la selva para evitar emboscadas y destruir los campos de cultivo en las regiones donde el MNLA estaba activo para privarlos de posibles fuentes de alimentos. También se rociaron herbicidas y defoliantes desde aviones de la Real Fuerza Aérea (RAF).
Durante la Guerra de Vietnam, entre 1962 y 1971, el ejército de los Estados Unidos roció casi 20 000 000 galones americanos (75 708 m³)   de diversos productos químicos – los "herbicidas arco iris" y defoliantes – en Vietnam, el este de Laos y partes de Camboya como parte de la Operación Ranch Hand, alcanzando su punto máximo entre 1967 y 1969. A modo de comparación, una piscina olímpica tiene capacidad para aproximadamente 660,000 galónes (2.500 m³)    Samuel P. Huntington argumentó que el programa también era parte de una política general de urbanización forzada, que tenía como objetivo destruir la capacidad de los campesinos de mantenerse en el campo, obligándolos a huir a las ciudades dominadas por los EE. UU., privando a las guerrillas de su base de apoyo rural. 

## Escuela Francesa de Guerra Económica
Christian Harbulot, director de la Escuela de Guerra Económica en París, ofrece una historia sobre el equilibrio económico de poder entre los estados. En su estudio, demuestra que las estrategias que los Estados ponen en marcha para aumentar su poder económico y su impacto en el equilibrio internacional de poder sólo pueden interpretarse a través del concepto de guerra económica.

## Sanciones económicas
El Pacto de la Sociedad de las Naciones preveía sanciones militares y económicas contra los estados agresores, y la idea de las sanciones económicas se consideraba una gran innovación. Sin embargo, las sanciones económicas de la sociedad sin las militares no lograron disuadir a Italia de conquistar Abisinia.
Entre los años 1973 y 1974, los estados árabes productores de petróleo impusieron un embargo de petróleo contra los Estados Unidos, el Reino Unido, Canadá, Sudáfrica, Japón y otros países industrializados que apoyaron a Israel durante la guerra de Yom Kipur de octubre de 1973. Los resultados incluyeron la crisis del petróleo de 1973 y un marcado aumento de los precios  pero no el fin del apoyo a Israel.
Desde mediados del siglo XX se han impuesto numerosas sanciones de los Estados Unidos.
- Embargo de los Estados Unidos contra Cuba [31][4]
- Ley para contrarrestar a los adversarios de Estados Unidos mediante sanciones [32]

## Lectura adicional
- Baldwin, David A. El arte de gobernar económicamente (Princeton UP, 1985).
- Clark, J. Maurice et al. Lecturas sobre la economía de la guerra (1918) 703pp; extractos breves de fuentes primarias sobre una amplia gama de temas de guerra económica en línea gratis
- Dobson, Alan P. La política económica de Estados Unidos para la supervivencia, 1933-1991 (2003). extracto
- Duffett, Rachel e Ina Zweiniger-Bargielowska, eds. Alimentación y guerra en la Europa del siglo XX (2016)
- Uno, Paul. Guerra económica 1939-1940 (1942) en línea gratis
- Hola, Tyler. "La guerra económica de Reagan contra la Unión Soviética", Diplomatic History (2018) 42#2 pp 281–304.
- Christian Harbulot, La machine de guerre économique, Económica, París, 1992.
- Christian Harbulot, La guerre économique, PUF, París, 2011
- Christian Harbulot, Le manuel de l'intelligence économique, PUF, París, 2012
- Christian Harbulo, Técnicas ofensivas y guerra económica, ediciones La Bourdonnaye, París, 2014.
- Christian Harbulot, Le manuel de l'intelligence économique, comprendre la guerre économique, PUF, París, 2015
- Christian Harbulot, L'art de la guerre economique, Editions Va Press, Versalles, 2018
- Jack, DT Estudios sobre la guerra económica (1940), cubre las guerras napoleónicas, las leyes, la Primera Guerra Mundial y 1939-40 en línea gratis
- 19 de enero de 2011 La Guerra Fría Económica: Estados Unidos, Gran Bretaña y el comercio Este-Oeste, 1948-1963 (2001)
- Los joes, Anthony James. Estados Unidos y la guerra de guerrillas (2015); cubre nueve guerras importantes desde la década de 1770 hasta el siglo XXI.
- De la Cruz, Juan. "Guerra total y Estado mercantil: aspectos de la guerra económica británica contra Alemania, 1914-16". Revista Canadiense de Historia 21.1 (1986): 61–76.
- Siney, Marion C. El bloqueo aliado de Alemania, 1914-1916 (1957) en línea gratis

- Datos: Q2296073
- Multimedia: Economic warfare / Q2296073